# Циганске душе
Циганске душе је четврти студијски албум певача Ипчета Ахмедовског. Албум је издат 1993. године.

## Песме
На албуму се налазе следеће песме:

## Информације о албуму
- Музика, текстови, аранжмани на песмама: Новица Урошевић